# Zlarin
Zlarin – chorwacka wyspa na Adriatyku w Archipelagu Szybenickim. Wąski kanał Szybenik oddziela ją od kontynentu. Jej powierzchnia wynosi 8,048 km² a długość linii brzegowej 20,236 km.
Najwyżej położonym miejscem jest Klepac (169 m n.p.m.). Gleba orna jest w dolinie między 2 równoległymi grzbietami. Na wyspie nie jeżdżą samochody.
Zlarin – jedyne osiedle na wyspie, które leży przy Zatoce Luka Zlarin. Posiada port i piaszczyste plaże. Do kilka miejskich kościołów należy również kościół parafialny Św. Marija z 1740, kościół Św. Roka z 1649 i kościół Naszej Dziewicy z Raszelju z XV wieku (rekonstruowany w 1714).
W okolicy wyspy wydobywane są koralowce, które następnie obrabiane są w jedynym, istniejącym na wyspie zakładzie. Pochodzące stamtąd korale słyną z rzadkich: ciemno różowych, purpurowych, jaskrawoczerwonych i jaskrawopomarańczowych barw. To jedyne miejsce na Ziemi, gdzie można je znaleźć w takich odcieniach.
Na wyspie Zlarin urodziła się znana chorwacka poetka Vesna Parun.